# Sherrilyn Kenyon
Sherrilyn Kenyon, född 1965 i Columbus i Georgia i USA, är en bästsäljande amerikansk författare. Under sitt eget namn skriver hon Urban Fantasy, och är kanske mest känd för vampyrserien Dark Hunter. Under pseudonymen Kinley MacGregor har hon skrivit historiska romaner, även de med paranormala inslag. Kenyons romaner har sålt i över tjugo miljoner exemplar världen över och har givits ut i mer än trettio länder. Hon har toppat försäljningslistorna i New York Times, Publishers Weekly och USA Today.